# Лановенко Марко Трохимович
Марко́ Трохи́мович Ланове́нко (нар. 30 березня 1912 — пом. 15 листопада 2005) — радянський військовий льотчик часів Другої світової війни, командир ескадрильї 1-го гвардійського бомбардувального авіаційного полку 53-ї бомбардувальної авіаційної дивізії (4-й гвардійський бомбардувальний авіаційний корпус, 18-а повітряна армія), гвардії майор. Герой Радянського Союзу (1946).

## Біографія
Народився 30 березня 1912 року в селі Надеждівка, нині Голованівського району Кіровоградської області в селянській родині. Українець. Отримав неповну середню освіту. Працював бригадиром на шахті № 1 у місті Чистякове (нині — Торез) Донецької області. Член ВКП(б) з 1932 року. У 1934 році закінчив Маріупольську радпартшколу.
До лав РСЧА призваний у 1934 році. У 1936 році закінчив Ворошиловградську військову авіаційну школу пілотів. Брав участь у приєднанні Західної України до УРСР у 1939 році. Учасник радянсько-фінської війни 1939—1940 років.
Учасник німецько-радянської війни з 1941 року. За роки війни здійснив 387 нічних бойових вильотів на розвідку і бомбардування скупчень ворожих військ. Був чотири рази поранений, двічі — контужений.
По закінченні війни продовжив військову службу у ВПС СРСР. У 1949 році закінчив Військово-повітряну академію. У 1955—1959 роках викладав на кафедрі тактики ВПС і загальновійськових дисциплін Київського вищого військового авіаційного інженерного училища.
У 1959 році полковник М. Т. Лановенко вийшов у запас. Мешкав у Москві. Помер 15 листопада 2005 року. Похований на Троєкурівському цвинтарі.

## Нагороди
Указом Президії Верховної Ради СРСР від 15 травня 1946 року за зразкове виконання бойових завдань командування на фронті боротьби з німецькими загарбниками та виявлені при цьому відвагу і героїзм, гвардії майору Лановенку Марку Трохимовичу присвоєне звання Героя Радянського Союзу з врученням ордена Леніна і медалі «Золота Зірка» (№ 9059).
Був нагороджений двома орденами Леніна, трьома орденами Червоного Прапора, двома орденами Вітчизняної війни 1-го ступеня, двома орденами Червоної Зірки і медалями.